# Paspalum vaginatum
Paspalum vaginatum é uma espécie de planta com flor pertencente à família Poaceae. 
A autoridade científica da espécie é Sw., tendo sido publicada em Nova Genera et Species Plantarum seu Prodromus 21. 1788.

## Portugal
Trata-se de uma espécie presente no território português, nomeadamente em Portugal Continental, no Arquipélago dos Açores e no Arquipélago da Madeira.
Em termos de naturalidade é introduzida nas três regiões atrás referidas.